# Debby Hodgkinsonová
Debby Marie Carleyová, rozená Hodgkinsonová, (* 22. listopadu 1980 Middlesborough) je bývalá australská ragbistka, která hrála jako vazač. V roce 2009 byla zvolena jako největší osobnost ženského světového ragby. Ve stejném roce se stala mistryní světa v sedmičkovém ragby, na kterém byla zvolena nejlepší hráčkou turnaje.
Na mistrovství světa 2010 získala s reprezentací 3. místo, což je zatím nejlepší výsledek v jejich historii. Na tomto turnaji byla zvolena do nejlepšího týmu turnaje. Za Austrálii hrála v letech 2002 až 2012.